# Anomala boliviana
Anomala boliviana är en skalbaggsart som beskrevs av Ohaus 1897. Anomala boliviana ingår i släktet Anomala och familjen Rutelidae. Inga underarter finns listade i Catalogue of Life.